# Dory

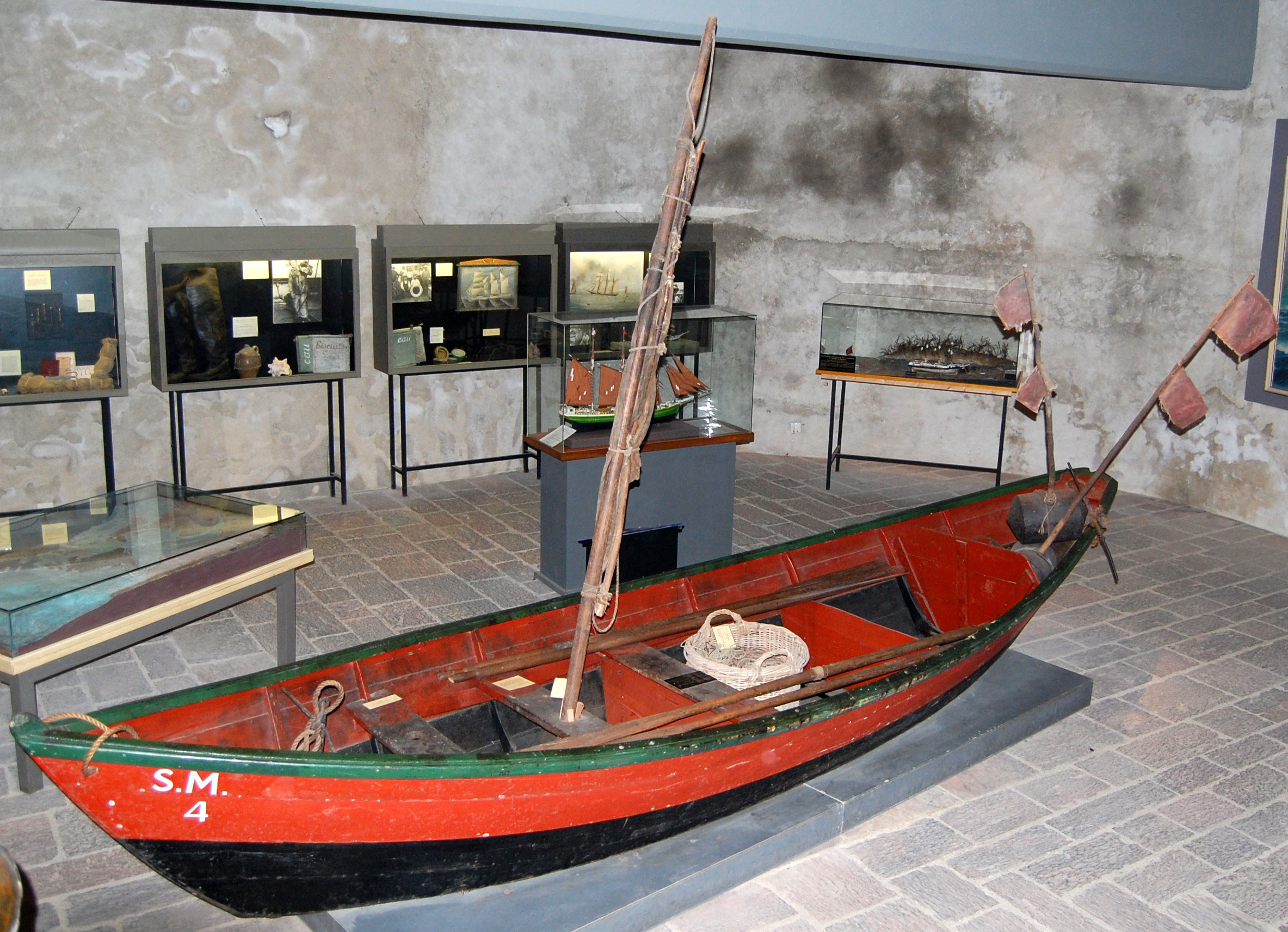
Traditionelles Dory

Als Dory, auch Dorie oder Doriboot wird ein kleines ruder- und segelbares Hilfsboot in der Fischerei bezeichnet. Diese flachbordigen Fischerboote wurden etwa seit 1760 als plattbodige 3,5 bis 5 Meter, selten bis 7 Meter lange Arbeitsboote gebaut. Die Boote hatten einen sehr breiten, aus bis zu vier Bodenplanken bestehenden flachen Boden. Die Bordseiten fielen etwa 30 Grad nach außen. So konnten mehrere Boote ineinander gestapelt, platzsparend an Oberdeck der Fangschiffe mitgeführt werden. Die als Duchten bezeichneten Sitzbretter konnten einfach entfernt werden.

## Ursprüngliche Verwendung
Entstanden ist dieser Bootstyp während der Bankfischerei durch portugiesische Fischer auf den Neufundlandbänken. Die einfachen und preiswerten Dories wurden zahlreich an Bord größerer Schiffe mitgeführt. Mit diesen Booten ruderten oder segelten je ein oder zwei Fischer sternförmig vom Fangschiff zu den besten Kabeljaufangplätzen. Dort wurden dann Langleinen oder Handangeln ausgebracht. Ein Dory konnte bis zu einer Tonne Fisch laden.

## Fortbewegung
Die Dories wurden vorrangig gerudert. Gesegelt wurden sie mit einem Dreieckssegel und einer kleinen Fock. Der Mast war leicht herausnehmbar. Zur Steuerung wurde ein Riemen benutzt. Auf ein fest eingebautes Schwert und ein spezielles Ruder wurde wegen der Transportbehinderung verzichtet.

## Spätere Bezeichnungen
Der Name „Dory“ wurde auch für eine Motorboot-Serie der Werft Dell Quay mit Sitz in England genutzt. Diese Werft existiert mittlerweile nicht mehr.
Weit verbreitet ist der Typ Dory 13: ein Arbeitsboot, das oft von DLRG, Wasserwacht, Feuerwehren und anderen Organisationen als Arbeits- und Rettungsboot eingesetzt wird.
Ausgestattet war das Boot mit einem 3-er Kiel/Rumpf. Hierdurch ist eine hohe Geschwindigkeit relativ schnell erreicht.
Ein ähnlicher Bootstyp ist der Boston Whaler 13.